# Title of Record
Title of Record é o segundo álbum de estúdio da banda Filter, lançado a 24 de Agosto de 1999.
O disco vendeu mais de 748 mil cópias.

## Faixas
Todas as faixas por Richard Patrick, exceto onde anotado.
1. "Sand" – 0:36
2. "Welcome to the Fold" – 7:40
3. "Captain Bligh" – 5:12
4. "It's Gonna Kill Me" (Patrick/Geno Lenardo) – 5:04
5. "The Best Things" – 4:26
6. "Take a Picture" – 6:03
7. "Skinny" (Patrick/Lenardo) – 5:43
8. "I Will Lead You" (Patrick/Lenardo) – 3:23
9. "Cancer" (Patrick/Frank Cavanagh) – 6:39
10. "I'm Not the Only One" – 5:49
11. "Miss Blue" – 19:48
  - Contém uma faixa escondida